# Cheiropleuria parva
Cheiropleuria parva là một loài dương xỉ trong họ Dipteridaceae. Loài này được M.Kato, Y.Yatabe, Sahashi & N.Murak. mô tả khoa học đầu tiên năm 2001.
Danh pháp khoa học của loài này chưa được làm sáng tỏ. 